# Bürgers' havik
De Bürgers' havik (Erythrotriorchis buergersi) is een roofvogel uit de familie van de havikachtigen (Accipitridae). Deze vogel is genoemd naar de Duitse zoöloog Theodor Josef Bürgers (1881-1954).

## Verspreiding en leefgebied
Deze soort is endemisch in Nieuw-Guinea. 